# Pierre Lantos
 (décembre 2024).
Si vous disposez d'ouvrages ou d'articles de référence ou si vous connaissez des sites web de qualité traitant du thème abordé ici, merci de compléter l'article en donnant les références utiles à sa vérifiabilité et en les liant à la section « Notes et références ».
Pour les articles homonymes, voir Lantos.
Pierre Lantos (né le 8 juillet 1942 et mort le 1er mars 2007 à Saint-Cloud), est un astrophysicien français, directeur de recherche au CNRS.
Pierre Lantos a effectué toute sa carrière au sein de l'Observatoire de Paris-Meudon (42 ans).
Entré en 1965 comme assistant au centre de prévision de l'observatoire, il en devient directeur en 1986, poste qu'il occupe jusqu'en 1999. Durant sa carrière, Pierre a essentiellement travaillé sur l'étude de la couronne solaire en ondes radioélectriques. 
Depuis une dizaine d'années, il avait orienté ses recherches vers des domaines plus appliqués (surveillance du rayonnement cosmique avec les moniteurs à neutrons des îles Kerguélen et de Terre Adélie, mise en place d'outils permettant de prévoir et surveiller l'impact biologique du rayonnement cosmique sur les équipages de l'aviation civile). 
Pierre a publié de nombreux articles sur le soleil et deux ouvrages : Le Soleil (coll. Que sais-je ?, 1994), Le Soleil en face (Édition Masson, 1997). 
En dehors de sa passion pour le Soleil, Pierre avait de nombreux autres centres d'intérêt dans la vie comme le Japon, l'opéra, l'ethnologie, la littérature et sa famille.